# Achalinus spinalis
Espèce
Synonymes
- Ophielaps braconnieri Sauvage, 1877
- Achalinus braconnieri (Sauvage, 1877)
- Achalinus spinalis weigoldi Mell, 1931

Statut de conservation UICN

 LC  : Préoccupation mineure
Achalinus spinalis est une espèce de serpents de la famille des Xenodermatidae.

## Répartition
Cette espèce se rencontre :

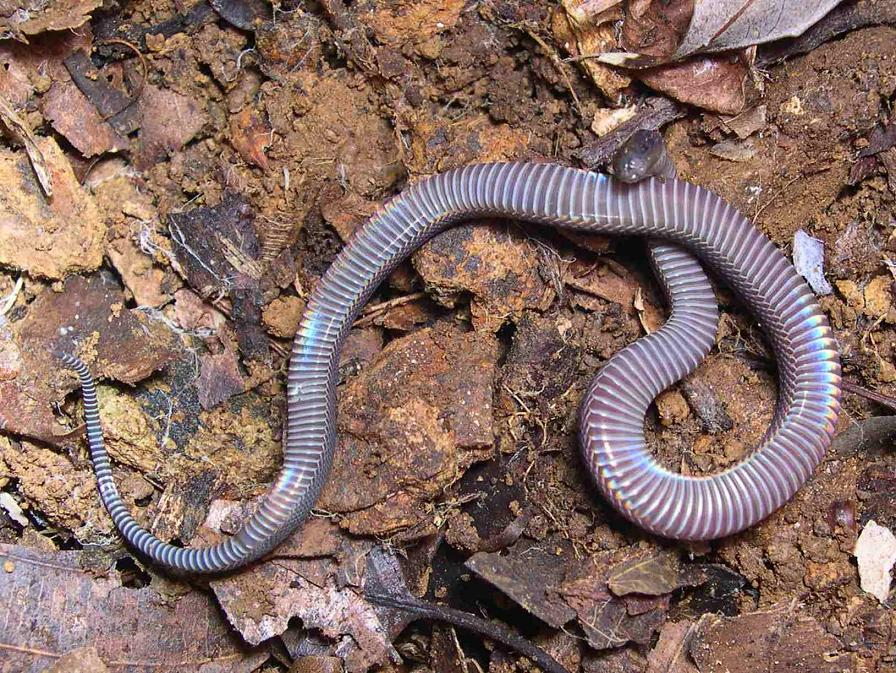
Achalinus spinalis

- dans le Nord du Viêt Nam ;
- dans le centre et l'Est de la Chine ;
- au Japon.

## Publication originale
- Peters, 1869 : Über neue Gattungen und neue oder weniger bekannte Arten von Amphibien (Eremias, Dicrodon, Euprepes, Lygosoma, Typhlops, Eryx, Rhynchonyx, Elapomorphus, Achalinus, Coronella, Dromicus, Xenopholis, Anoplodipsas, Spilotes, Tropidonotus). Monatsberichte der Königlich Preussischen Akademie der Wissenschaften zu Berlin, vol. 1869, p. 432-447 (texte intégral).